# باشگاه فوتبال پورتوریکو آیلندرز
پورتوریکو آیلندرز یک تیم فوتبال حرفه‌ای بود که در بایامون، پورتوریکو مستقر است. آنها از سال ۲۰۰۴ تا ۲۰۱۲ در چندین لیگ مختلف بازی کردند، زمانی که فعالیت خود را به حالت تعلیق درآوردند. در دو فصل آخر خود، آنها در لیگ فوتبال آمریکای شمالی (ان‌ای‌اس‌ال)، سطح دوم فوتبال آمریکا، بازی کردند. آنها بازی‌های خانگی خود را در ورزشگاه خوان رامون لوبریل انجام دادند. رنگ تیم نارنجی و سفید بود. آنها توسط پورتوریکو اف‌سی جانشین شدند.